# Papyrus Amherst
Pour les articles homonymes, voir Amherst.
Les papyrus Amherst, sont un ensemble de deux cents papyrus environ datant du Moyen Empire à la période arabe, réunis à l'origine par le britannique William Tyssen-Amherst (en).

## Histoire
Cette collection de papyrus appartenait autrefois à William Tyssen-Amherst, 1er baron Amherst de Hackney.
La création de cette collection commence en 1865, quand un ensemble de cinq papyrus sont achetés, cette collection étant dès lors régulièrement agrandie jusqu'à contenir environ deux cents écrits différents que William Tyssen-Amherst conservait dans sa bibliothèque à Didlington Hall, dans le Norfolk, collection qu'il avait ouverte au public.
Vers la fin de sa vie, William Tyssen-Amherst dût vendre sa collection pour des raisons financières. Les papyrus Amherst furent alors vendus à la bibliothèque de John Pierpont Morgan, à New York, en 1913, où ils sont depuis conservés.

## Description
Ces papyrus sont des papyrus égyptiens datant du Moyen Empire à la période arabe. La collection contient un ensemble d'écrits religieux, littéraires, juridiques et autres écrits avec des hiéroglyphes, en écriture hiératique et démotique, en grec, copte et arabe. Vingt écrits démotiques et grecs ont notamment été trouvés ensemble dans un pot en terre à Thèbes, trois documents démotiques contenant un contenu grec.
Un des plus célèbres le papyrus Léopold II, rédigés vers 1134 av. J.-C., nous informe du pillage et du commerce des biens culturels dans l'Égypte antique.

## Liste
- Papyrus Astarte
- Papyrus 12
- Papyrus Amherst 3a
- Papyrus Amherst 63
- Papyrus Léopold II
- Papyrus Philinna
- Onciale 076